# Deportivo Alavés Gloriosas
El Deportivo Alavés Gloriosas, és un club de futbol femení espanyol, sent una secció de la seva entitat matriu, el Deportivo Alavés, i té la seva seu a la ciutat de Vitòria, Àlaba. Va ser fundat l'11 de juny de 2017, després d'absorbir al Club Esportiu Gasteizko Neskak a través d'un acord de filialitat. Competeix en la segona categoria del futbol espanyol, la Primera Federació.
El C. D. Gasteizko Neskak, contínua operant de manera independent, amb un segon equip la Lliga Territorial Femenina, al costat d'equips juvenils, tenint el suport de l'Esportiu Alabès com a club soci a canvi de tenir una relació de filial.

## Història

### C. D. Gastiezko Neskak
Durant diversos anys, l'organització va ser coneguda com a Club Esportiu Gasteizko Neskak, els qui també van fomentar i van difondre el futbol femení espanyol a través de l'organització un torneig juvenil anual amb el mateix nom que va aconseguir congregar a participants de diversos llocs d'Espanya i fins i tot de l'Índia, el qual va ser jugat per 18 anys i que la seva l'última edició va ser celebrada en 2014.
A l'abril de 2010, les jugadores del Gasteizko van aconseguir conquistar la lliga Preferent Àlaba per segon any consecutiu, posteriorment van aconseguir superar els play-offs d'ascens per a disputar la Primera Nacional espanyola en la temporada 2010-11. Lamentablement, van acabar últimes del seu grup durant aquesta temporada sent relegades després de només una temporada.

### Acord d'afiliació
Després de diverses negociacions, l'11 de juny de 2017, l'Esportiu Alabès anuncia de manera oficial l'acord d'afiliació amb el C. D. Gasteizko Neskak, amb la qual cosa naixeria la seva secció femenina. Anteriorment, l'Alabès comptava amb un equip femení, en aliança amb el Club Sant Ignasi des de 2010, no obstant això aquest va ser dissolt en 2013.
Després d'haver inscrit de manera oficial a l'equip femení com una secció de l'Esportiu Alabès, partint les seves participacions de manera directa en la Segona Divisió Femenina d'Espanya 2017-18 per la categoria que tenia el Gasteizko. Dafne Triviño, antiga entrenadora i coordinadora del Gasteizko Neskak, va ser nomenada coordinadora de la secció femenina de l'Alabès.

### Gloriosas
En la temporada 2018-19 en quedar segones classificades en la lliga aconsegueixen l'ascens a la nova categoria creada i denominada Reto Iberdrola (nova Segona Divisió) enquadrant-se en el Grup Nord.
En l'estiu de 2019, el club fa oficial la introducció d'un equip filial femení que participaria a la Regional Alabesa.
En la temporada 20-21, les Gloriosas dirigides per Mikel Crespo van aconseguir quedar primeres del Grup Nord de Segona Divisió aconseguint d'aquesta manera l'ascens directe a la màxima categoria del futbol espanyol per primera vegada en la seva història.
Dos temporades després l'equip no aconsegueix romandre a la màxima categoria.

## Temporades
| Temporada                  | Divisió              | Posició |
| C. D. Gasteizko Neskak     |                      |         |
| 2007-08                    | Regional             | 2n      |
| 2008-09                    | Regional             | 1r      |
| 2009-10                    | Regional             | 1r      |
| 2010-11                    | Primera Nacional     | 13è     |
| 2011-12                    | Regional             | 2n      |
| 2012-13                    | Regional             | 3r      |
| 2013-14                    | Regional             | 3r      |
| 2014-15                    | Regional             | 3r      |
| 2015-16                    | Regional             | 1.º     |
| 2016-17                    | 2a Divisió           | 8è      |
| Deportivo Alavés Gloriosas |                      |         |
| 2017-18                    | 2a Divisió           | 11è     |
| 2018-19                    | 2a Divisió           | 2n      |
| 2019-20                    | 2a Divisió (G. Nord) | 5è      |
| 2020-21                    | 2a Divisió (G. Nord) | 1.º     |
| 2021-22                    | Primera Iberdrola    | 11a     |
| 2022-23                    | Liga F               | 16è     |